# Allegretto

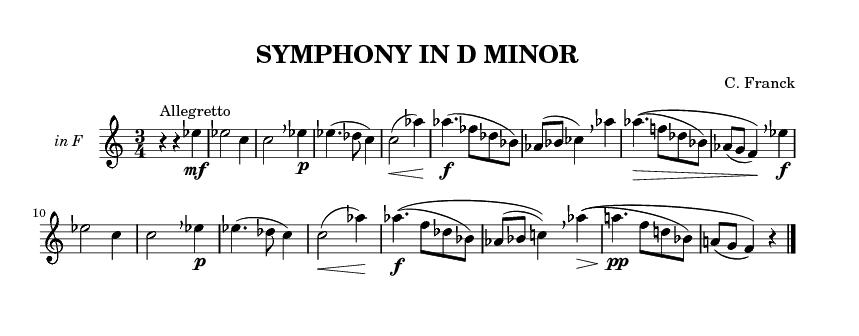
Fragment de la melodia del segon moviment (allegretto) de la simfonia en re menor de César Franck

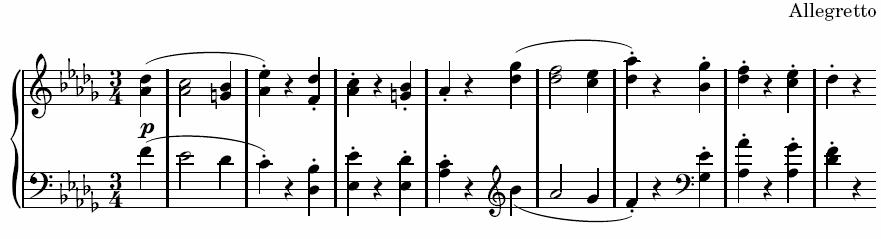
Segon moviment (allegretto) de la sonata per a piano Clar de Lluna, de Beethoven

Allegretto (diminutiu d'allegro; alegret, en italià) és, en música, un indicador de tempo que correspon a una velocitat una mica menys ràpida que l'allegro, aproximadament unes 120 pulsacions per minut (ppm).
 3r moviment (Rondó allegretto grazioso) del quintet número 1 en si bemoll major de Giovanni Cambini (?·pàg.)

## L'allegretto des delseglexviii
Allegretto, és tant una indicació de tempo com de caràcter de la peça a la qual fa referència; amb relació a l'allegro normalment indica que ha de ser una mica menys ràpid i una mica més lleuger. Però hi ha proves que vers el 1800, a París, era entès com a més ràpid que l'allegro; n'és un exemple el tractat 'L'art du violon' de J.B. Cartier (1798).
Ocasionalment es troba en obres de Domenico Scarlatti i de Vivaldi, però quasi mai en partitures anteriors, tot i que Brossard ja l'esmenta al seu 'Dictionnaire' del 1703.
 Sonata en re menor per a tecla de Domenico Scarlatti, amb indicació de tempo allegretto (?·pàg.)
A la segona meitat del segle xviii va esdevenir força més popular, especialment en l'estil galant al qual semblaven convenir tempos que no fossin gaire extrems. Leopold Mozart (1756) deia que s'havia d'interpretar 'artig, tändelend und scherzhaft' (gentilment, enjogassadament i amb humor). Quan s'incloïa en llistes ordenades d'indicacions de tempo, normalment se situava entre l'allegro i l'andantino.
Segurament que l'exemple més conegut d'allegretto és el segon moviment de la setena simfonia de Beethoven. Ell mateix va marcar com a 'allegretto vivace e sempre scherzando' el segon moviment del seu quartet de cordaOp. 59 número 1, segurament com una manera d'indicar un tempo ràpid amb el mínim d'accentuacions mètriques i el màxim de fluïdesa.
 Allegretto de la setena simfonia de L. v. Beethoven (?·pàg.)
 Tercer moviment (allegretto) de la Sonata Arpeggione, de Franz Schubert, en una interpretació amb viola i orquestra (?·pàg.)
 Segon moviment (allegretto) del concert per a violoncel i orquestra número 1, en la menor, de Camille Saint-Saëns (?·pàg.)